# Jalna (dystrykt)
Jalna (dystrykt) (marathi जालना जिल्हा, ang. Jalna district) – jest jednym z trzydziestu pięciu dystryktów indyjskiego stanu Maharasztra, o powierzchni 7718 km².

## Położenie
Położony jest w centrum tego stanu. Na zachodzie graniczy z dystryktem Aurangabad, od północy z Buldana, a od wschodu z dystryktami: Buldana i Parbhani. Na południu granica z dystryktem Beed przebiega na rzece Godavari. 
Stolicą dystryktu jest miasto Jalna.

## Rzeki
Rzeki przepływające przez obszar dystryktu :
- Dhamna
- Dudhna
- Galati
- Girja
- Godavari
- Jui
- Kelna
- Kundlika
- Purna